# Église albanienne (Caucase)
L'Église albanienne était une Église établie au Caucase dans l'ancien royaume d'Albanie du Caucase, principalement sur le territoire actuel de la république d'Azerbaïdjan. Elle a été liée pendant la plus grande partie de son histoire à l'Église d'Arménie en tant que Catholicossat d'Albanie du Caucase, mais également à l'Église de Géorgie. Son primat, qui portait le titre de « Catholicos d'Albanie », reconnaissait la primauté d'honneur du « Catholicos de tous les Arméniens ». Le catholicossat a disparu en 1815 du fait du pouvoir tsariste.

## Histoire
L'Albanie du Caucase a été christianisée à partir de l'Arménie vers le Ve siècle. L'Église et l'État étaient très liés et un catholicossat autocéphale d'Albanie a été instauré.
Il semble que l'Église albanienne se soit plutôt ralliée à l'Église de Géorgie lors du conflit sur la définition du dogme qui a conduit à la séparation des deux juridictions et à l'intégration de l'Église géorgienne parmi les Églises orthodoxes chalcédoniennes.
Avec la perte de l'indépendance politique, l'Église albanienne finit par s'arméniser.
L'église de Kish (le village de Kish du raïon de Chéki) est l'un des exemples majeurs de ce patrimoine culturel.
Un regain d'intérêt pour l'Église albanienne se manifeste depuis l'indépendance de l'Azerbaïdjan encouragé par le gouvernement chez les Oudis. Le 10 avril 2003, une entité religieuse a été mise en place et enregistrée officiellement sous le nom de « Communauté chrétienne oudie albanienne de la République d'Azerbaïdjan ». Elle regroupe environ six mille fidèles, mais n'a aucun rapport avec l'Église apostolique arménienne.

## Organisation
Le catholicossat d'Albanie du Caucase a d'abord son siège à Chaki. Il est par la suite transféré au monastère arménien de Gandzasar au Haut-Karabagh (de 1400 à 1815, date de sa suppression).